# Bertha von Suttner
Bertha Félicie Sophie, baronesa von Suttner, nacida Gräfin (condesa) Kinsky von Wchinitz und Tettau (Praga, 9 de junio de 1843-Viena, 21 de junio de 1914), fue una periodista, novelista y activista pacifista austro-bohemia.  En 1905 se convirtió en la primera mujer distinguida con el Premio Nobel de la Paz y la segunda mujer laureada con un Nobel después de Marie Curie en 1903. Su novela Die Waffen nieder! (¡Abajo las armas!) publicada en 1889 en numerosos idiomas fue el inicio de su reconocimiento internacional como activista por la paz. La obra conecta también con el feminismo pacifista.

## Biografía
Von Suttner fue hija póstuma del conde Franz Kinsky von Wchinitz und Tettau, muerto a los 75 años, poco antes de que naciera ella, y Sophie von Körner. Bertha se crio con su madre Sophie Guillermina, pariente lejana del poeta Theodor Körner, en un ambiente aristocrático, en medio del militarismo del Imperio austrohúngaro. 
La tradición militar de la familia de la baronesa —su padre había sido mariscal de campo del Imperio y consejero militar— puede haber sido una de las razones de su fuerte compromiso pacifista.
En su infancia fue criada y educada por un tutor que era miembro de la corte austríaca, y compaginó viajes con el aprendizaje de idiomas -estudió alemán, francés, italiano e inglés- y piano.
Tras las dificultades para mantener el nivel de vida por parte de su madre, von Suttner empezó a trabajar como institutriz a partir de 1873 en casa del barón Karl von Suttner, un empresario de Viena haciéndose cargo de la educación en idiomas y música de sus cuatro hijas. Su madre quería que hiciera un matrimonio ventajoso económicamente, pero Bertha se negó y anuló el compromiso con el barón Gustav von Heine-Geldern. Bertha se enamoró de Arthur Gundaccar von Suttner, el primogénito de la familia von Suttner, siete años más joven que ella pero la familia no sólo se negó a aceptar la relación por la diferencia de edad sino también porque poco podía aportar Bertha más allá de su título.
En 1876 fue despedida. Bertha localizó un anuncio en el periódico en el que un adinerado caballero en París buscaba una secretaria.  Su trabajo como secretaria privada de Alfred Nobel, se redujo a pocos días; sin embargo, desarrolló una intensa relación de amistad que perduró hasta que éste falleció en 1896. Se reunieron por última vez tras una conferencia que ella dio en Zúrich en 1892 pero mantuvieron el intercambio epistolar. 
Von Suttner volvió a Viena, donde se casó en secreto con Arthur Gundaccar von Suttner el 12 de junio de 1876 en Gumpendorf en contra de la voluntad familiar. Como consecuencia, Arthur fue desheredado y la pareja se trasladó al Cáucaso durante nueve años. Allí, en Georgia, con la princesa Ekaterina Dadiani von Mingrelien vivieron a duras penas de pequeños trabajos como la escritura de novelas de entretenimiento o las traducciones. Durante esta época Bertha escribió Es Löwos, una descripción poética de la vida juntos y cuatro novelas. Su primera novela fue Inventario del alma (1883) en la que trasladó un balance de pensamientos e ideas sobre lo que ella y su esposo habían estado leyendo especialmente de autores evolucionistas como Darwin y Spencer, incluida la idea de una sociedad que lograría el progreso a través de la paz.
Al estallar la guerra ruso-turca de 1877-78, Arthur comenzó a publicar con éxito novelas sobre la guerra, el país y sus gentes en los semanarios alemanes. El mismo año, en 1877, Bertha von Suttner empezó su actividad como periodista y alcanzó, con el seudónimo de B. Oulet, un gran éxito similar al de su marido. Ella escribió para los periódicos austriacos historias breves y ensayos, su marido reportajes de guerra y de viaje. 
En 1885 regresaron definitivamente a Austria; se reconciliaron con su familia y se instalaron en la residencia familiar en Harmannsdorf, Baja Austria. La mayor parte de su obra data de esta época.

### Activismo pacifista

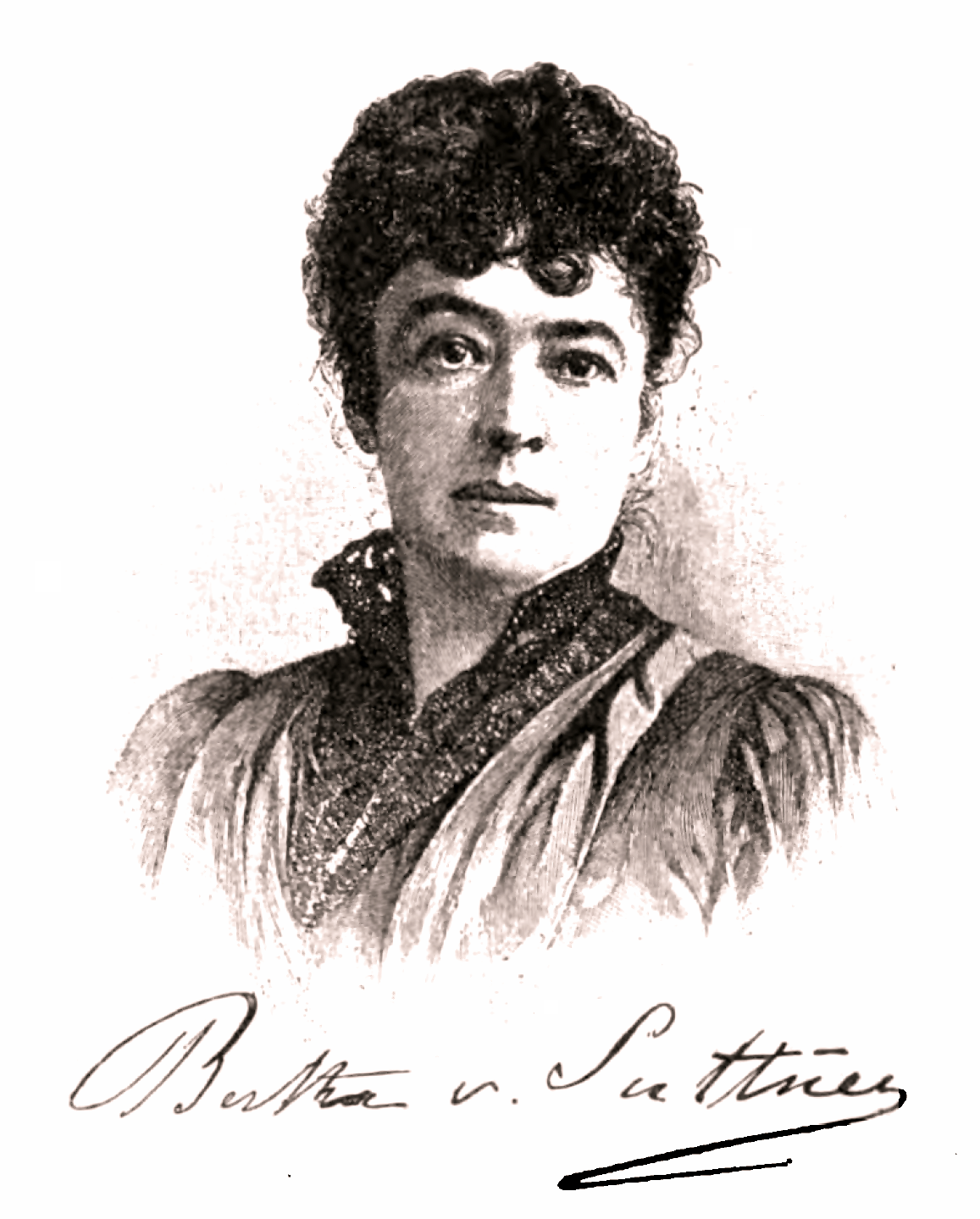

En Austria Bertha von Suttner continuó su obra periodística centrándose en los temas de paz y guerra. En 1886 escribió el libro High Life en el que abordó el respeto del hombre y su libre albedrío. Poco después a través del filósofo francés Ernest Renan, conoció la existencia de la Asociación Internacional de Arbitraje y Paz, fundada por el británico Hodgson Pratt en 1880 que defendía el diálogo y la mediación frente al uso de las armas.
Bertha von Suttner recibió la influencia de naturalistas como Henry Thomas Buckle, Herbert Spencer o Charles Darwin y su teoría de la evolución. El pacifismo de Suttner es un pacifismo ético fundado en la capacidad moral del hombre para comprender que la guerra no debe seguir utilizándose. Se integra en las ideas liberales de su época y su fe en el progreso humano, manifestando un profundo humanismo. 
Su segunda novela sobre la temática fue Das Maschinenzeitalter  (La era de las máquinas) publicada a principios de 1889, siendo una de las primeras obras en predecir los resultados del nacionalismo exagerado y los armamentos.
En 1889, a los 46 años, publicó la novela Die Waffen nieder! (¡Abajo las armas!), que se convirtió rápidamente en un clásico del movimiento pacifista internacional y se tradujo a varios idiomas. En la obra describe la guerra desde el punto de vista de una mujer, suscitando numerosos debates sobre el militarismo y la guerra. Fue adaptada al cine en 1914 por Holger-Madsen y Carl Theodor Dreyer, con el título Ned Med Vaabnene.
Tras la publicación de ¡Abajo las armas! Bertha se convirtió en una líder del movimiento por la paz dedicando gran parte de su tiempo a esta causa a través de sus escritos, conferencias y participando en reuniones y congresos internacionales.
En invierno de 1890-91 la pareja von Suttner realizó una estancia en Venecia donde Bertha von Suttner impulsó la creación de una "Sociedad de la paz de Venecia" (Friedensgesellschaft Venedig). Conoció al marqués Benjamino Pandolfi, gracias al cual se reunió con otros representantes de las conferencias "interparlamentarias", las cuales recibieron a partir de 1910 el nombre de Unión Interparlamentaria. 
En 1891 fundó la Asociación Austríaca por la Paz que presidió. En 1892 fundó y dirigió hasta 1899 la revista internacional Die Waffen nieder! (¡Abajo las armas!), que tenía el nombre de su novela más conocida.

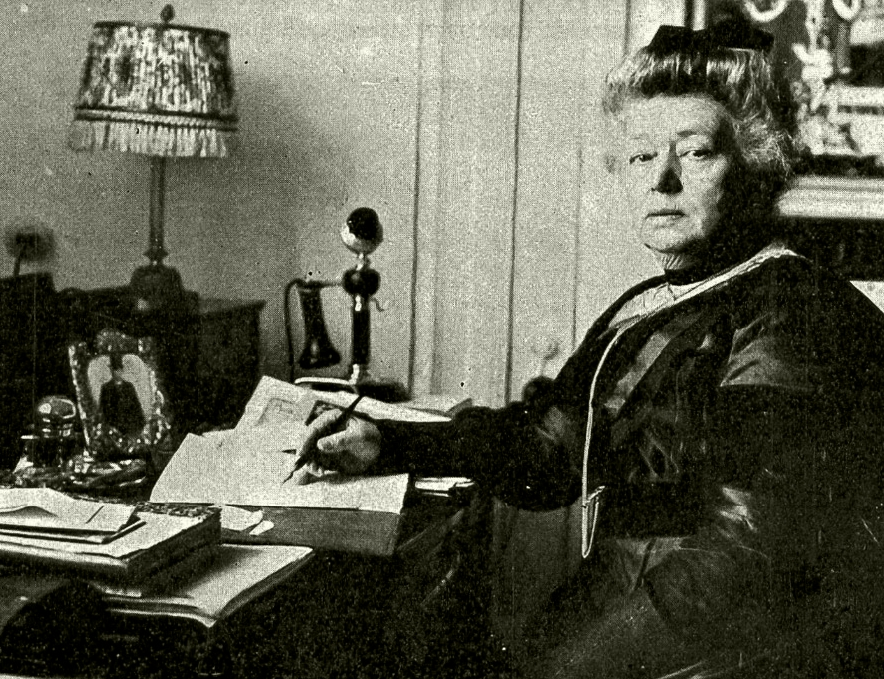

En 1892 le prometió a Alfred Nobel que le mantendría informado sobre el progreso del movimiento de paz e intentó convencerlo de su importancia y efectividad. Su carta está considerada génesis del Premio Nobel de la Paz. En enero de 1893 recibió una carta contándole la idea de un premio de la paz. Nobel, que murió en 1896 estableció en su testamento destinar una parte importante de su fortuna a un fondo para premiar a las personas destacadas de manera excepcional por su compromiso en la paz, la ciencia y la literatura.
Bertha y su esposo continuaron trabajando en busca de apoyo para la Conferencia de Paz de La Haya de 1899 reunida por iniciativa del zar Nicolás II. En 1902 a pesar de la muerte de Arthur decidió seguir adelante con el trabajo con el empeño de demostrar a los jefes de Estado de los distintos países europeos la necesidad de resolver los problemas políticos con otras acciones más allá de la guerra.
Era candidata al Premio Nobel de la Paz desde que en 1901 se entregó por primera vez este premio. Finalmente, como reconocimiento a sus trabajos, en 1905 recibió el galardón por su gran aportación a la defensa de la paz y la unidad europea.
En los años siguientes, jugó una papel prominente en el Comité de amistad anglo-alemán formado en el Congreso de la Paz de 1905 para la reconciliación anglo-alemana y advirtió sobre los peligros de la militarización de China y la utilización de la aviación para un rápido desarrollo como un instrumento militar. Contribuyó en conferencias, artículos y entrevistas al club internacional establecido en la Conferencia de Paz de La Haya de 1907 para promover los objetivos del movimiento entre los delegados de la Conferencia y el público en general.
En 1910 publicó un volumen de Memorias y en 1912, cuando tenía casi 70 años realizó una segunda gira de conferencias por Estados Unidos. En 1913 ya afectada por el cáncer de estómago que padecía, participó en el Congreso Internacional de la Paz en La Haya donde recibió el reconocimiento por su trabajo.
Murió el 21 de junio de 1914, a los 71 años, poco antes del comienzo de la I Guerra Mundial. Fue incinerada en Gotha.

## La guerra desde la mirada de las mujeres
La obra más relevante de Bertha von Suttner es Die Waffen nieder, (1889) traducido como ¡Abajo las armas!  conecta con el movimiento por la defensa de los derechos de las mujeres. Su protagonista, Martha, sufre todos los horrores de la guerra y a menudo se enfrenta a su padre por este tema. Se trata de un relato naturalista de las campañas bélicas de 1859, 1864, 1866 y 1870/1876. 
Martha no quiere que su hijo juegue con soldados y sea adoctrinado con las ideas masculinas de la guerra. El padre de Martha intenta colocar a su hija en el lugar que cree que corresponde a las mujeres sugiriendo que su nieto que no necesita la aprobación de una mujer. Bertha von Suttner pone de relieve la angustia de las mujeres cuyos maridos e hijos perdían la vida o quedaban mutilados en el campo de batalla además de cuestionar a una sociedad que considera virtudes positivas el coraje combativo y el orgullo de ser soldado.
La novela escrita con el objetivo de difundir las ideas pacifistas de la autora, con una acusación real e implícita del militarismo logra empatizar con el público.
En un discurso en el Consejo Internacional de Mujeres Bertha manifiesta haber oído decir en muchas ocasiones que las mujeres no deben meterse en política, y que los asuntos de la guerra y la paz están más allá de su comprensión e insta a todas las mujeres a implicarse a fondo en la causa de la paz y a utilizar todos los medios a su alcance en pro del arbitraje internacional.

## Homenajes
- Stefan Zweig honró su memoria en 1917 durante el Congreso internacional de las mujeres para la comprensión entre los pueblos en Berna.

- Numerosas ciudades de Austria y Alemania han dado su nombre a escuelas, plazas o calles.
- La pacifista aparece así mismo en el billete de 1000 chelines en 1966.
- Austria la recordó grabando su retrato en las acuñaciones austríacas de la moneda de 2 euros.
- En su memoria ha sido bautizado un asteroide, (12799) von Suttner.[12]

## Obra en español
- ¡Abajo las armas!  Edición de Olga García. Editorial Cátedra 2014. ISBN 978-84-376-3222-3